# Une vie de chat
Pour plus de détails, voir Fiche technique et Distribution.
Une vie de chat est un film d'animation franco-néerlando-belgo-suisse réalisé par Alain Gagnol et Jean-Loup Felicioli, sorti en 2010. Inspiré du polar, il est réalisé en dessin animé traditionnel en deux dimensions.

## Synopsis
Un chat nommé Dino mène une double vie : il passe ses journées avec Zoé, la fille de Jeanne, commissaire de police, mais la nuit il accompagne un voleur, Nico, sur les toits de Paris. Alors que la mère de Zoé enquête sur les cambriolages nocturnes, un autre truand, Victor Costa, kidnappe la fillette.

## Fiche technique
- Titre : Une vie de chat
- Réalisation : Alain Gagnol et Jean-Loup Felicioli
- Scénario : Alain Gagnol
- Graphisme, décors : Jean-Loup Felicioli
- Musique : Serge Besset
- Adaptation : Jacques-Rémy Girerd
- Production : Jacques-Rémy Girerd
- Sociétés de distribution : Gebeka Films (France), Films Distribution (à l'international)
- Pays d'origine :  France,   Pays-Bas,  Suisse,  Belgique
- Genre : animation, aventures
- Durée : 65 minutes
- Date de sortie au cinéma :
  - 15 décembre 2010
- Date de sortie DVD :
  - 20 avril 2011

## Distribution
- Dominique Blanc : Jeanne
- Bruno Salomone : Nico
- Jean Benguigui : Victor Costa
- Bernadette Lafont : Claudine
- Bernard Bouillon : Lucas
- Jacques Ramade : « Monsieur Bébé »
- Patrick Descamps : un truand de la bande
- Patrick Ridremont : un truand de la bande
- Jean-Pierre Yvars : un truand de la bande
- Oriane Zani : Zoé

## Production
Le budget du film s'élève à environ quatre millions d'euros. Une petite partie de l'animation a été fabriquée dans les studios belges l'Enclume et Suivez mon regard[réf. nécessaire].

## Accueil critique

### En France
Le film reçoit un accueil globalement favorable de la part des critiques de presse.
Parmi les critiques les plus favorables, celle du quotidien Le Parisien, qui donne au film la note maximale, voit dans l'intrigue un mélange des genres réussi entre un film d'aventure humoristique pour enfants et un polar à l'intrigue réaliste qui contient des allusions aux classiques du genre (Les Affranchis de Martin Scorsese, les dialogues à la Audiard), et juge très réussi l'univers graphique du film. Dans Le Monde, Isabelle Régnier estime qu'en termes de graphismes et d'animation le film « frappe par sa souplesse gracile, la vivacité féline de ses dessins, l'harmonie bondissante de la musique et des couleurs », tandis que le scénario « surprend par la manière dont, en à peine une heure et dix minutes, il condense une intrigue de polar bigarrée et une chronique sociale touchante. » Elle apprécie également le « burlesque potache » des voix des personnages et des gags. Le Figaroscope donne au film la note maximale et parle d'une « belle réussite. » Dans L'Humanité, Jean Roy est particulièrement convaincu par les graphismes, les voix et la musique. Dans les Cahiers du cinéma, Thierry Méranger signe une critique favorable où il juge la 2D « très réussie ». Le magazine de cinéma Positif juge le film « maîtrisé de bout en bout malgré des moyens modestes » et y voit la promesse d'autres belles réalisations.
Parmi les critiques en demi-teinte, François-Guillaume Lorrain, dans Le Point, signe une critique globalement favorable où il apprécie le fait que « grâce à Une vie de chat, les enfants vont pouvoir être initiés sans douleur aux charmes du polar », grâce au scénario « bien ficelé » et à la musique « remarquable ». Il indique toutefois que « l'animation du studio français Folimages peut sembler très classique par rapport aux géants américains » mais juge en définitive que « ce style se prête justement bien au classicisme du genre. » Dans Le Journal du dimanche, Stéphanie Belpêche voit dans l'intrigue captivante, ainsi que dans l'atmosphère et la musique envoûtante, les points forts du film, bien que selon elle « la trame reste classique », et elle n'est pas convaincue par « le graphisme minimaliste de la 2D. » À l'inverse, dans le magazine de cinéma Première, Christophe Narbonne, qui donne au film deux étoiles sur quatre, estime que sur le plan esthétique le film est « une réussite complète », « avec ses visages à la Modigliani, ses corps façon Botero et ses couleurs inspirées de Matisse » ; il le rapproche de l'ambition visuelle d'un autre film du même studio, le court métrage L'Enfant au grelot de Jacques-Rémy Girerd. Même avis dans L'Express, où Eric Liboit voit dans Une vie de chat « une histoire policière animée au joli graphisme mais au scénario un chouia banal. »

### Ailleurs dans le monde
En Belgique, le journal Les Échos donne une critique en demi-teinte du film, qui, « ponctué de jolies trouvailles, [...] n’échappe toutefois pas à quelques longueurs. »
Aux États-Unis, lors de la projection du film à New York dans le cadre du New York International Children’s Film Festival, le New York Times en fait une critique élogieuse : estimant que le film constitue l'un des moments forts du festival, Mike Hale le juge superbement dessiné et le rapproche, pour son scénario, des films à suspense d'Alfred Hitchcock ou de Roman Polanski.

## Box office
À sa sortie en France, le film rassemble 100 469 entrées en première semaine, puis 71 039 en deuxième semaine et 58 003 en troisième semaine, soit 229 511 entrées au cours de ses trois premières semaines d'exploitation.

## Distinctions
Le film est finaliste pour deux prix en 2011 : le Meilleur film d'animation aux César du cinéma et le Film d'animation européen de l'année aux Prix du cinéma européen.
La même année, il est retenu en sélection officielle dans deux festivals importants : le Festival International du Film de Berlin, La Berlinale 2011 et le Festival international du film d'animation d'Annecy.
Début 2012, Une vie de chat fait partie des finalistes pour l'Oscar du Meilleur film d'animation 2012 lors de la 84e cérémonie des Oscars.